# Catherine Christer Hennix
Catherine Christer Hennix (25. ledna 1948 – 19. listopadu 2023) byla švédská hudebnice a básnířka.
Narodila se do hudební rodiny ve Stockholmu jako Christer Hennix, ženské jméno Catherine začala používat až kolem roku 1990; v rozhovorech uváděla, že rozlišování, jestli je žena či muž je pro její tvorbu irelevantní.
Od dětství hrála na bicí, později studovala u Karlheinze Stockhausena a v šedesátých letech experimentovala s počítačem generovanými zvukovými vlnami. Studovala biochemii a lingvistiku na Stockholmské univerzitě, později změnila obor na matematickou logiku a filozofii. V New Yorku, kam odjela v roce 1968, se seznámila s tamní avantgardní hudbou, hrála s La Monte Youngem a Henrym Flyntem (kapela Dharma Warriors), a studovala s panditem Pranem Nathem. Rovněž přednášela na Massachusettském technologickém institutu. Později žila jak v USA, tak i v rodném Švédsku.
Ke konci života žila v Istanbulu, kde ve věku 75 let zemřela.